# Аферисты (фильм, 1998)
«Аферисты» (англ. I Got the Hook-Up) — американская комедия режиссёра Майкла Мартина. Премьера — 27 мая 1998 года. В США фильм посмотрело 2,2 млн зрителей, сборы составили $10 317 779.
Слоган — англ. «A truckload of cell phones… turns into a boatload of cash!».

## Сюжет
Два приятеля, Блэк и Блу, парни сообразительные и везучие, стали обладателями нескольких коробок мобильных телефонов. Очень быстро они нашли человека, который вставлял в аппараты схемы, позволяющие звонить за счет сотовой компании. Проблема была одна: допотопные схемы работали так, что разговоры пользователей можно было слышать по радио. Телефоны купили наикрутейшие черные бандиты. Информация о том, что из ящика в раздевалке нужно взять и принести $70 тыс. долларов, стала достоянием всего квартала. Все кинулись на стадион. В сотовой компании было начато расследование. Затея приятелей оказалась на редкость неудачной: теперь горе-бизнесменам приходится уносить ноги не только от взбешенных клиентов, но и от ФБР.

## В ролях
- Мастер Пи — Блэк
- Энтони Джонсон — Блу
- Гретхен Палмер — Свит Лоррейн
- Франц Тёрнер — Далтон
- Ричард Китс — Джим Брэди
- Джо Эстевез — Ламар Хант
- Уильям Найт — агент Ин Чардж
- Энтони Босвелл — Маленький Брат
- Макк Моррис — Эндрю
- Миа Икс — Лола Мэй
- Том «Тайни» Листер мл. — Ти-Лэй
- Пабло Марц — испанец
- Танги Эмброуз — «Противный рот» Карла
- Харрисон Уайт — Тутси Поп
- Ховард Манго — мистер Такер
- Лаура Хэйес — миссис Такер
- Ричард Балин — водитель машины связи
- Элла Мэй Эванс — клиент № 1
- Джуди Жан Бернс — клиент № 2
- Кортни Лок — маленькая девочка
- Джон Уизерспун — мистер Мимм
- Джон Уэсли — священник
- Лоуренс Уильямс — член семьи № 1
- Верси Картер — член семьи № 2
- Изетта Карп — миссис Роуз
- Паула Беллами-Франклин — старая леди № 1
- Долли Батлер — старая леди № 2
- Томми Чун — Дули
- Хелен Мартин — бабушка
- Лелэнд Эллис — мужчина
- Саша Кемп — женщина
- Даффи Рич — полицейский № 1
- Эндрю Шэк — полицейский № 2
- Синди Соренсон — Марта
- Дэна Вудс — Большой Папа
- Уилл Гилл мл. — чёрный Ламар
- Джерри Диксон — чёрный Джим
- Айс Кьюб — бегущий стрелок
- Файенд — Роски
- Дэн Гарсиа — любовник Лоррейн
- Дэвид Гарсиа — любовник Лоррейн
- Эрик Видал — ди-джей
- Ник Видал — ди-джей
- Майкл Д. Харрис — бездомный
- Шерил Андервуд — «Плохой рот» Бесси
- Ричард «Бонго» Митчел — участник похорон
- Лиза Баббл Брунсон — официантка
- Уильям Диксон — агент ФБР
- Девин Рив — парень из тренажёрного зала
- Рас Касс
- Подручные Ти-Лэя: Кори «Зуман» Миллер, Эдвард Смит и Мистикал
- Исполнительницы топлес: Марьян Бейги, Шантеле Влэкмон, Стэйси Гарднер, Урсула Й. Хьюстон, Лори Мориссей, Дора Риестра, Шайна Райан и Тина Уайт.
- Постоянные клиенты бара: Снуп Догг, Дэрил Андерсон, Т. Дэвид Биннс, Джошуа Чю, Рико Краудер, Рашед Эйч Хоган, Лоуренс Джонсон, Десмонд Мапп, Грег Мапп, Билли Мур, Бобби Сарди младший и Дэвид Уэйнер.

## Съёмочная группа
- Режиссёр — Майкл Мартин
- Продюсеры — М. Кевин Кэтхелл (линейный продюсер), Лерой Дуглас (ассоциированный продюсер), Джонатан Хойер, Стиви «Блэк» Локетт, Мастер Пи (исполнительный продюсер), Эндрю Шэк (сопродюсер), Брайан Тёрнер (co-исполнительный продюсер)
- Сценаристы — Мастер Пи, Лерой Дуглас и Кэрри Манго
- Оператор — Антонио Кальваче
- Композитор — Томми Костер

## Саундтрек
| #  | Песня                             | Исполнитель                                    | Время |
| -- | --------------------------------- | ---------------------------------------------- | ----- |
| 1  | «Hook It Up»                      | Bone Thugs-N-Harmony, Master P                 | 2:53  |
| 2  | «Ghetto Vet»                      | Ice Cube                                       | 4:36  |
| 3  | «What the Game Made Me»           | Jay-Z, Memphis Bleek, Sauce Money              | 4:10  |
| 4  | «From What I Was Told»            | Soulja Slim                                    | 3:27  |
| 5  | «Let’s Ride»                      | Eightball & MJG                                | 3:41  |
| 6  | «I Got the Hook-Up!»              | Master P, Sons of Funk                         | 4:16  |
| 7  | «Hooked»                          | Snoop Dogg                                     | 4:05  |
| 8  | «Down With You»                   | Montell Jordan                                 | 3:48  |
| 9  | «Shake Somethin'»                 | Mystikal, Mia X, KLC                           | 2:52  |
| 10 | «I Don’t Want To Go»              | Mo B. Dick, O’Dell, Sons of Funk               | 5:11  |
| 11 | «Would You Hesitate»              | C-Murder                                       | 4:16  |
| 12 | «Itch or Scratch»                 | Mac, Prime Suspects                            | 3:31  |
| 13 | «Keep It Real»                    | Mechalie Jamison                               | 4:35  |
| 14 | «Who Rock This»                   | Ol' Dirty Bastard, Mystikal                    | 3:47  |
| 15 | «Bump and Grill»                  | UGK                                            | 4:40  |
| 16 | «Tell Me What You’re Lookin' For» | Gotti, Full Blooded                            | 2:43  |
| 17 | «Call It What You Want»           | Steady Mobbin'                                 | 2:55  |
| 18 | «What You Need»                   | Ghetto Commission                              | 2:57  |
| 19 | «Drama»                           | Skull Duggery                                  | 2:24  |
| 20 | «We Got It»                       | Mr. Serv-On, Big Ed, Magic, Fiend              | 2:52  |
| 21 | «Bang or Ball»                    | Mack 10, Road Dawgs, The Comrads, Allfrumtha I | 5:03  |